# Décès en août 2016
Décès
- 2012
- 2013
- 2014
- 2015
- 2016
- 2017
- 2018
- 2019
- 2020

Pour une information complémentaire, voir la page d'aide.

| Date     | Nom                             | Activités                                                                              | Âge | Source |
| -------- | ------------------------------- | -------------------------------------------------------------------------------------- | --- | ------ |
| 1er août | Jonathan Borwein                | Mathématicien et professeur écossais.                                                  | 65  | (en)   |
| 1er août | Anne de Bourbon-Parme           | Épouse de l'ancien roi de Roumanie.                                                    | 92  |        |
| 1er août | Raimundo Ongaro                 | Dirigeant syndical argentin.                                                           | 92  | (en)   |
| 2 août   | Terence Bayler                  | Acteur néo-zélandais.                                                                  | 86  |        |
| 2 août   | David Huddleston                | Acteur américain.                                                                      | 85  | (en)   |
| 2 août   | Franciszek Macharski            | Cardinal polonais, archevêque de Cracovie (1978-2005).                                 | 89  | (en)   |
| 2 août   | Ahmed Zewail                    | Chimiste égyptien, prix Nobel en 1999.                                                 | 70  |        |
| 3 août   | Shahram Amiri                   | Physicien nucléaire iranien, agent double.                                             | 38  | (en)   |
| 3 août   | Chris Amon                      | Pilote automobile néo-zélandais.                                                       | 73  |        |
| 3 août   | Mel Hurtig                      | Écrivain, éditeur et homme politique canadien.                                         | 84  | (en)   |
| 3 août   | Andrée Marik                    | Poétesse et écrivain-gastronome française.                                             | 102 |        |
| 3 août   | Maurice Sellin                  | Footballeur français.                                                                  | 96  |        |
| 3 août   | Elliot Tiber                    | Artiste américain.                                                                     | 81  | (en)   |
| 4 août   | Patrice Munsel                  | Soprano américaine.                                                                    | 91  | (en)   |
| 4 août   | Charles Toubé                   | Footballeur camerounais.                                                               | 58  |        |
| 5 août   | Alphons Egli                    | Homme politique suisse.                                                                | 91  |        |
| 5 août   | Eleuterio Fernández Huidobro    | Homme politique uruguayen.                                                             | 74  | (en)   |
| 5 août   | George Mendenhall               | Professeur émérite américain.                                                          | 99  | (en)   |
| 5 août   | Annet Nieuwenhuijzen            | Actrice néerlandaise.                                                                  | 85  | (nl)   |
| 6 août   | Jose Becerra                    | Boxeur mexicain.                                                                       | 80  | (es)   |
| 6 août   | Philip Bialowitz                | Résistant et survivant de la Shoah. américano-polonais.                                | 90  | (pl)   |
| 6 août   | Helen Delich Bentley            | Journaliste et femme politique américaine.                                             | 92  | (en)   |
| 6 août   | Pete Fountain                   | Clarinettiste et saxophoniste américain de jazz.                                       | 86  | (en)   |
| 6 août   | Ivo Pitanguy                    | Chirurgien plasticien brésilien.                                                       | 93  |        |
| 6 août   | Michael Walter                  | Lugeur est-allemand puis allemand.                                                     | 57  | (en)   |
| 7 août   | Pierre Bangoura                 | Footballeur international guinéen devenu entraîneur.                                   | 78  |        |
| 7 août   | Rodolfo Camacho                 | Cycliste sur route vénézuélien.                                                        | 40  | (es)   |
| 7 août   | Bryan Clauson                   | Pilote automobile américain.                                                           | 27  |        |
| 7 août   | Jack Günthard                   | Gymnaste suisse.                                                                       | 96  | (en)   |
| 7 août   | Anđelko Klobučar                | Compositeur et organiste croate.                                                       | 85  | (hr)   |
| 7 août   | Jack Sears                      | Pilote automobile britannique.                                                         | 86  | (en)   |
| 7 août   | Irène Tharin                    | Femme politique française.                                                             | 78  |        |
| 7 août   | Ivo Urbančič                    | Philosophe slovène.                                                                    | 85  | (sl)   |
| 8 août   | Edward Daly                     | Prélat catholique et militant pacifiste irlandais.                                     | 82  |        |
| 8 août   | Željko Kopanja                  | Journaliste serbe de Bosnie.                                                           | 61  | (sr)   |
| 9 août   | Fabio Garriba                   | Acteur italien.                                                                        | 71  | (it)   |
| 9 août   | Gerald Cavendish Grosvenor      | Homme politique britannique, 6e duc de Westminster.                                    | 64  | (en)   |
| 9 août   | Siegbert Horn                   | Kayakiste est-allemand puis allemand.                                                  | 66  | (de)   |
| 9 août   | Jean Mesnard                    | Universitaire français.                                                                | 95  |        |
| 9 août   | Ernst Neïzvestny                | Sculpteur russe.                                                                       | 91  | (en)   |
| 9 août   | Kalikho Pul                     | Homme politique indien.                                                                | 47  | (en)   |
| 9 août   | Philippe Roberts-Jones          | Poète, historien moderniste, conservateur de musée et professeur d'université belge.   | 91  |        |
| 10 août  | Gerhard Tötschinger             | Acteur autrichien.                                                                     | 70  | (de)   |
| 11 août  | Glenn Yarbrough                 | Chanteur et musicien américain.                                                        | 86  | (en)   |
| 12 août  | Albert Détraz                   | Responsable syndical français.                                                         | 96  |        |
| 12 août  | Ljuba                           | Artiste peintre serbe.                                                                 | 81  | (sr)   |
| 13 août  | Kenny Baker                     | Acteur britannique.                                                                    | 81  |        |
| 13 août  | Allen Kelley                    | Basketteur américain.                                                                  | 83  | (en)   |
| 13 août  | Françoise Mallet-Joris          | Romancière franco-belge.                                                               | 86  |        |
| 13 août  | Michel Richard                  | Cuisinier français.                                                                    | 68  |        |
| 13 août  | Georges Séguy                   | Homme politique et syndicaliste français.                                              | 89  |        |
| 13 août  | Liam Tuohy                      | Footballeur irlandais.                                                                 | 83  | (en)   |
| 14 août  | Fyvush Finkel                   | Acteur américain.                                                                      | 93  | (en)   |
| 14 août  | Aboud Jumbe                     | Homme politique tanzanien.                                                             | 96  | (en)   |
| 14 août  | Hermann Kant                    | Écrivain allemand.                                                                     | 90  | (de)   |
| 14 août  | Na. Muthukumar                  | Poète indien.                                                                          | 41  | (en)   |
| 14 août  | Lorenzo Piani                   | Chanteur italien.                                                                      | 60  | (it)   |
| 15 août  | Hotaru Akane                    | Actrice pornographique japonaise.                                                      | 32  | (en)   |
| 15 août  | Dalian Atkinson                 | Footballeur anglais.                                                                   | 48  |        |
| 15 août  | Solange Fasquelle               | Femme de lettres française.                                                            | 83  |        |
| 15 août  | Serge Guillou                   | Peintre français.                                                                      | 84  |        |
| 15 août  | Stefan Henze                    | Céiste allemand.                                                                       | 35  |        |
| 15 août  | Bobby Hutcherson                | Vibraphoniste américain de jazz.                                                       | 75  | (en)   |
| 16 août  | Mauril Bélanger                 | Homme politique canadien, ontarien.                                                    | 61  |        |
| 16 août  | Andrew Florent                  | Joueur de tennis australien.                                                           | 45  | (en)   |
| 16 août  | João Havelange                  | Avocat et dirigeant de football brésilien, Président de la FIFA (1974-1998).           | 100 | (pt)   |
| 16 août  | John McLaughlin                 | Animateur de télévision américain.                                                     | 89  | (en)   |
| 16 août  | Luis Álvaro de Oliveira Ribeiro | Homme d'affaires et dirigeant de football brésilien, Président du Santos.              | 73  | (pt)   |
| 17 août  | Virgilio Dalupan                | Basketteur puis entraîneur philippin.                                                  | 92  | (en)   |
| 17 août  | Arthur Hiller                   | Réalisateur canadien.                                                                  | 92  |        |
| 17 août  | Víctor Mora                     | Écrivain et traducteur espagnol.                                                       | 85  | (es)   |
| 17 août  | Maurice Opinel                  | Homme d'affaires français.                                                             | 88  |        |
| 18 août  | René Bonino                     | Athlète français de sprint.                                                            | 86  |        |
| 18 août  | Claude-Gilles Gosselin          | Homme politique canadien.                                                              | 92  |        |
| 18 août  | Jacques Legrand                 | Footballeur français.                                                                  | 84  |        |
| 18 août  | Nachum Heyman (en)              | Auteur-compositeur israélien.                                                          | 82  |        |
| 18 août  | Yves Moknachi                   | Joueur et entraineur de football français.                                             | 79  |        |
| 18 août  | Jérôme Monod                    | Industriel et homme politique français.                                                | 85  |        |
| 18 août  | Ernst Nolte                     | Historien et philosophe allemand.                                                      | 93  | (de)   |
| 18 août  | Oliver Rath                     | Photographe allemand.                                                                  | 38  | (de)   |
| 18 août  | Jan Van Cauwelaert              | Évêque catholique belge.                                                               | 102 |        |
| 19 août  | Donald Henderson                | Épidémiologiste américain.                                                             | 87  | (en)   |
| 19 août  | Lou Pearlman                    | Imprésario américain.                                                                  | 62  |        |
| 19 août  | Jack Riley                      | Acteur américain.                                                                      | 80  | (en)   |
| 19 août  | Nina Romashkova                 | Athlète soviétique puis russe de lancer du disque.                                     | 87  | (ru)   |
| 19 août  | Horacio Salgán                  | Musicien argentin.                                                                     | 100 |        |
| 20 août  | Daniela Dessì                   | Cantatrice italienne.                                                                  | 59  | (it)   |
| 20 août  | Irving Fields                   | Pianiste américain.                                                                    | 101 | (en)   |
| 20 août  | Charles-Émile Loo               | Homme politique français.                                                              | 94  |        |
| 20 août  | Eugeniusz Geno Malkowski        | Artiste peintre polonais.                                                              | 73  | (pl)   |
| 20 août  | Ignacio Padilla                 | Écrivain mexicain.                                                                     | 47  | (es)   |
| 20 août  | Brian Rix                       | Acteur et homme politique britannique.                                                 | 92  | (en)   |
| 20 août  | Louis Stewart                   | Guitariste irlandais de jazz.                                                          | 72  | (en)   |
| 20 août  | M. K. Wren                      | Auteur américain de roman policier et de science-fiction.                              | 78  | (en)   |
| 22 août  | Michael Brooks                  | Basketteur puis entraîneur américain puis français.                                    | 58  |        |
| 22 août  | Lulu Larsen                     | Dessinateur et Graphiste français, membre du groupe Bazooka.                           | 62  |        |
| 22 août  | Jacqueline Pagnol               | Actrice française.                                                                     | 95  |        |
| 22 août  | Sellapan Ramanathan             | Homme politique singapourien.                                                          | 92  |        |
| 22 août  | Gilli Smyth                     | Chanteuse et auteur-compositeur britannique.                                           | 83  | (en)   |
| 22 août  | Toots Thielemans                | Harmoniciste et guitariste belge.                                                      | 94  |        |
| 23 août  | Steven Hill                     | Acteur américain.                                                                      | 94  | (en)   |
| 23 août  | André Melançon                  | Réalisateur québécois.                                                                 | 74  |        |
| 23 août  | Berit Mørdre Lammedal           | Fondeuse norvégienne, multiple médaillée olympique (1968, 1972).                       | 76  | (no)   |
| 23 août  | Reinhard Selten                 | Économiste allemand.                                                                   | 85  | (de)   |
| 23 août  | Henri de Turenne                | Journaliste et scénariste français.                                                    | 94  |        |
| 23 août  | Elsie Wayne                     | Femme politique canadienne.                                                            | 84  | (en)   |
| 24 août  | Juan Bell                       | Joueur de baseball américain.                                                          | 48  | (en)   |
| 24 août  | Michel Butor                    | Écrivain français.                                                                     | 89  |        |
| 24 août  | Gilles Gaston Granger           | Épistémologue et philosophe rationaliste français.                                     | 96  | (pt)   |
| 24 août  | George Kaczender                | Réalisateur canadien.                                                                  | 83  | (en)   |
| 24 août  | Walter Scheel                   | Homme politique allemand.                                                              | 97  | (de)   |
| 24 août  | Roger Tsien                     | Biochimiste et biophysicien américain d'origine chinoise.                              | 64  | (en)   |
| 24 août  | Henning Voscherau               | Homme politique allemand.                                                              | 75  | (de)   |
| 25 août  | James Watson Cronin             | Physicien américain.                                                                   | 84  | (en)   |
| 25 août  | Rodolfo Illanes                 | Avocat et homme politique bolivien.                                                    | 58  | (en)   |
| 25 août  | Marvin Kaplan                   | Acteur américain.                                                                      | 89  | (en)   |
| 25 août  | Shuguro Nakazato                | Pratiquant d'arts martiaux japonais.                                                   | 97  | (ja)   |
| 25 août  | Théo Robichet                   | Réalisateur français.                                                                  | 75  |        |
| 25 août  | Sonia Rykiel                    | Grande couturière française.                                                           | 86  |        |
| 25 août  | Rudy Van Gelder                 | Ingénieur du son américain.                                                            | 91  | (en)   |
| 26 août  | Paul Comi                       | Acteur américain.                                                                      | 84  |        |
| 26 août  | Harald Grønningen               | Fondeur norvégien, multiple médaillé olympique (1960, 1964, 1968).                     | 81  | (no)   |
| 26 août  | Jiří Tichý                      | Footballeur tchécoslovaque puis tchèque.                                               | 82  | (cs)   |
| 27 août  | Cesare Gelli                    | Acteur et doubleur italien.                                                            | 83  | (it)   |
| 27 août  | Alcindo Martha de Freitas       | Footballeur brésilien.                                                                 | 71  | (pt)   |
| 27 août  | Zenzō Matsuyama                 | Scénariste et réalisateur japonais.                                                    | 91  | (ja)   |
| 27 août  | Patrick Volson                  | Réalisateur français.                                                                  | 66  |        |
| 28 août  | Binyamin Ben-Eliezer            | Homme politique israélien.                                                             | 80  | (en)   |
| 28 août  | Harry Fujiwara                  | Catcheur américain.                                                                    | 81  | (en)   |
| 28 août  | Juan Gabriel                    | Chanteur mexicain.                                                                     | 66  |        |
| 28 août  | Shahid Qadri                    | Poète bangladais.                                                                      | 74  | (en)   |
| 29 août  | Bronisław Baczko                | Historien polonais.                                                                    | 92  | (pl)   |
| 29 août  | Vedat Türkali                   | Scénariste turc.                                                                       | 97  | (tr)   |
| 29 août  | Gene Wilder                     | Acteur américain.                                                                      | 83  | (en)   |
| 30 août  | Abou Mohammed al-Adnani         | Porte-parole de l'État islamique syrien.                                               | 39  |        |
| 30 août  | Josip Bukal                     | Footballeur yougoslave puis bosnien.                                                   | 70  | (cr)   |
| 30 août  | Věra Čáslavská                  | Gymnaste tchécoslovaque puis tchèque, multiple médaillée olympique (1960, 1964, 1968). | 74  | (cs)   |
| 30 août  | Nabile Farès                    | Écrivain et poète algérien.                                                            | 76  |        |
| 30 août  | Naşide Göktürk                  | Chanteuse, écrivaine et poétesse turque.                                               | 51  | (tr)   |
| 30 août  | Marc Riboud                     | Photographe français.                                                                  | 93  |        |
| 30 août  | Joe Sutter                      | Ingénieur en aéronautique américain.                                                   | 95  | (en)   |
| 30 août  | Étienne Bettens                 | musicien et chanteur et suisse.                                                        | 85  | (fr)   |
| 31 août  | David H. Trump                  | Archéologue britannique.                                                               | 85  | (en)   |
| 31 août  | Brian Wildsmith (en)            | Artiste peintre britannique et écrivain pour enfants.                                  | 86  | (en)   |